# A State of Trance 2013
A State of Trance 2013 es un álbum recopilatorio del disc jockey holandés Armin van Buuren. Fue lanzado el 14 de febrero de 2013 a través de la discográfica Armada Music. El primer sencillo de la compilación es «Nehalennia», de Armin van Buuren & Arty, fue lanzado como sencillo el 11 de febrero de 2013. El segundo sencillo es «D# Fat», otra pista de Armin van Buuren con la colaboración del dúo W&W, fue lanzado el 25 de febrero de 2013.

## Lista de canciones
| Disco 1 |                                                   |                                                     |          |  |
| N.º     | Título                                            | Artista                                             | Duración |  |
| 1.      | «Nehalennia»                                      | Armin van Buuren & Arty                             | 4:05     |  |
| 2.      | «The Light»                                       | Omnia                                               | 2:57     |  |
| 3.      | «Skylarking»                                      | BT                                                  | 3:26     |  |
| 4.      | «We Are»                                          | Hazem Beltagui & Allan V.                           | 3:34     |  |
| 5.      | «Lullaby Lonely» (Progressive Mix Edit)           | Denis Kenzo feat. Sveta B.                          | 3:35     |  |
| 6.      | «Made For You»                                    | The Blizzard & Daniel van Sand feat. Julie Thompson | 3:54     |  |
| 7.      | «Dream State»                                     | Two & One & Sarah Russell                           | 3:37     |  |
| 8.      | «Speed of Sound»                                  | Aly & Fila feat. Tricia McTeague                    | 3:56     |  |
| 9.      | «Shelter Me»                                      | Dart Rayne & Yura Moonlight & Cate Kanell           | 3:56     |  |
| 10.     | «Lights»                                          | Myon & Shane 54 & Aruna                             | 3:17     |  |
| 11.     | «Teardrops»                                       | Super8 & Tab                                        | 3:12     |  |
| 12.     | «Jalón»                                           | Villa Naranjos                                      | 3:37     |  |
| 13.     | «Eterna»                                          | Matt Bukovski                                       | 4:10     |  |
| 14.     | «Waiting For The Night» (Beat Service Remix Edit) | Armin van Buuren feat. Fiora                        | 3:48     |  |
| 15.     | «Laguna»                                          | Protoculture                                        | 3:12     |  |
| 16.     | «Jewel» (Pure Radio Edit)                         | Solarstone & Clare Stagg                            |          |  |

| Disco 2 |                                                 |                                                |          |  |
| N.º     | Título                                          | Artista                                        | Duración |  |
| 1.      | «Lost Language» (Intro Mix Edit)                | Alexander Popov                                | 4:32     |  |
| 2.      | «D# Fat»                                        | Armin van Buuren & W&W                         | 3:15     |  |
| 3.      | «The Expedition» (A State of Trance 600 Anthem) | Armin van Buuren & Markus Schulz               | 2:48     |  |
| 4.      | «Dancing Sea» (AYDA Radio Edit)                 | Ana Criado & Adrian & Raz                      | 4:16     |  |
| 5.      | «New York City»                                 | Alex M.O.R.P.H.                                | 3:00     |  |
| 6.      | «Caesar»                                        | AYDA                                           | 5:18     |  |
| 7.      | «Breathe»                                       | John O'Callaghan & Full Tilt feat. Karen Kelly | 3:39     |  |
| 8.      | «Humming The Lights»                            | Armin van Buuren Presents: Gaia                | 3:34     |  |
| 9.      | «Elements of Nature»                            | Rank 1 vs M.I.K.E.                             | 3:54     |  |
| 10.     | «Musa»                                          | Andrew Rayel                                   | 3:22     |  |
| 11.     | «Grotesque»                                     | RAM & Alex M.O.R.P.H.                          | 3:36     |  |
| 12.     | «Superfly»                                      | Jorn van Deynhoven                             | 3:23     |  |
| 13.     | «BOOM»                                          | MaRLo                                          | 3:22     |  |
| 14.     | «The Killing» (Armin van Buuren Radio Edit)     | Frans Bak                                      | 2:54     |  |
| 15.     | «Game Over»                                     | Heatbeat                                       | 4:01     |  |
| 16.     | «Gunsmoke»                                      | Bjorn Akesson                                  | 3:25     |  |
| 17.     | «What It's Like» (Sneijder Radio Edit)          | Andain                                         | 3:22     |  |